# Фудерер, Андрия
А́ндрия Фу́дерер (13 мая 1931, Суботица — 2 октября 2011, Паламос) — бельгийский, ранее югославский, шахматист, почётный гроссмейстер (1990).
Доктор химических наук. Чемпион Хорватии (1951). Участник 6 чемпионатов Югославии, в том числе 1951 — 2-3-е, 1952 — 2-е, 1953 — 1-3-е места. В составе команды Югославии участник 3 олимпиад (1952, 1954, 1958). В 1954 на зональном турнире ФИДЕ в Мюнхене — 4-е; в 1955 на межзональном турнире в Гётеборге — 14-15-е места.
Лучшие результаты в других международных соревнониях: Блед (1950) — 4-е; Дортмунд (1951) и Белград (1952) — 2-3-е; Опатия и Саарбрюккен (1953) — 1-е; Гастингс (1954/1955) — 3-5-е; Бевервейк (1958) — 1-е; Цюрих (1960) — 3-е места.